# SERPINB3
SERPINB3‏ (Serpin family B member 3) هوَ بروتين يُشَفر بواسطة جين SERPINB3 في الإنسان.